# ジョイ・ノベルス
ジョイ・ノベルス（JOY NOVELS）は、株式会社実業之日本社が1970年代前半から発行している新書（ノベルズ）判の小説レーベル。同社の関連会社である株式会社有楽出版社が発行し、実業之日本社が発売する場合もある。

## 概要
ミステリー作品やサスペンス作品などを中心に刊行されている。中には伝奇小説や官能小説などもある。
サブレーベルとして、ジョイ・ノベルス・シミュレーション（JOY NOVELS SIMULATION）があり、架空戦記小説が刊行されている。
実業之日本社から発行された単行本のノベルス化や書き下ろし作品の他、『月刊ジェイ・ノベル』に連載された作品が収録されるケースもある。実業之日本社文庫創刊後は、文庫化時に、同文庫に収録される作品が増えている。
カバーや奥付には、黒猫をモチーフにしたマークとJOY NOVELSの文字が入っている。

## 主な収録作家
以下の作家が主に収録されている。
- 赤川次郎 - 花嫁シリーズ
- 西村京太郎 - 十津川警部シリーズ
- 山村美紗 - 『龍野武者行列殺人事件』『京都夏祭り殺人事件』『京都葵祭殺人事件』『竜飛岬殺人事件』
- 吉村達也 - 温泉殺人事件シリーズ
- 梓林太郎 - 小仏太郎シリーズ
- 木谷恭介 - 宮之原警部シリーズ
- 今野敏 - 任侠シリーズ
- 秋月達郎 - 民俗学者・竹之内春彦の事件簿シリーズ
- 近藤史恵 - 女清掃員探偵 キリコシリーズ
- 田中光二 - 英魂の艦隊シリーズ
- 高貫布士 - 碧濤の海戦シリーズ